# Chávena

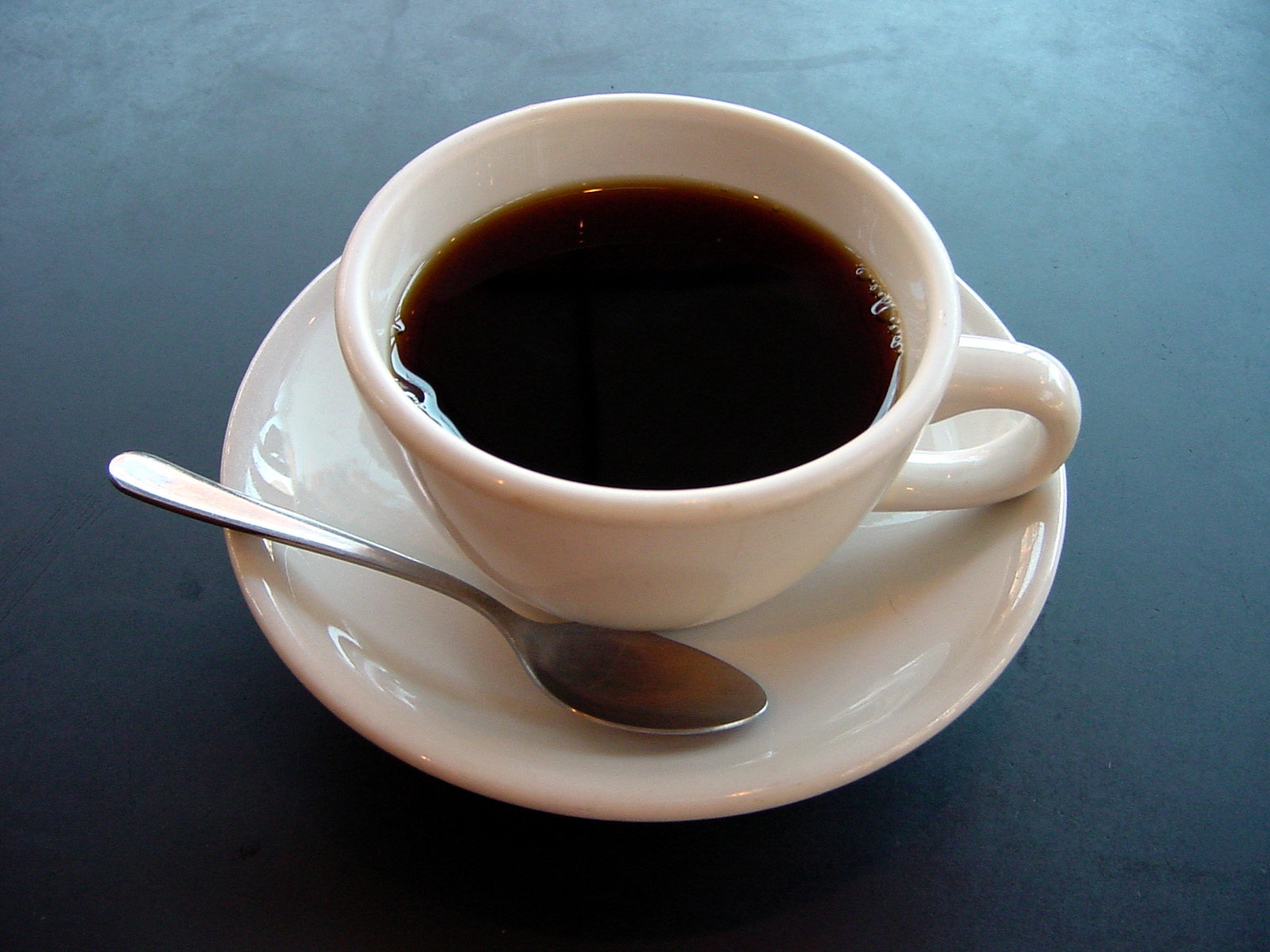
Chávena com café

Uma chávena (português europeu) ou xícara (português brasileiro) (escrito chícara em português de Portugal) é um recipiente ou utensílio doméstico, usado para bebidas quentes ou frias. O termo xícara, usado no Brasil na atualidade, caiu em desuso em Portugal, surgindo apenas na literatura e em romances do século XIX. Não é, pois, um brasileirismo, mas um arcaísmo em Portugal e palavra usada comumente no Brasil.

## Etimologia
"Chávena" é oriundo do termo malaio chãvan, através do termo chinês chã-kvãn. "Xícara" origina-se do termo náuatle xicalli, através do castelhano.

## Variedades

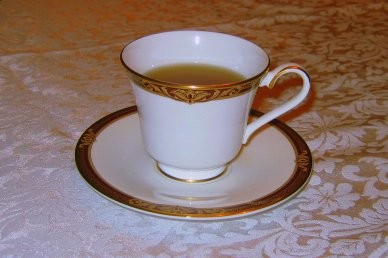
Chávena e respectivo pires

Uma chávena ou xícara é um pequeno recipiente em forma de taça com uma pega ou alça que a permite sustentar com o polegar e um ou dois dedos. Geralmente, são feitas de cerâmica, porcelana principalmente, mas também se podem encontrar chávenas de vidro.
Destina-se a servir bebidas como chá, café, leite, chocolate, entre outras, sendo que existem formatos e medidas apropriadas para cada tipo de bebida. Por exemplo, as chávenas de café são menores que as de chá. No entanto, não existe nenhum padrão estabelecido para essas medidas ou formatos. Tal não impede, contudo, que se utilizem também as chávenas como medidas para ingredientes em receitas culinárias.

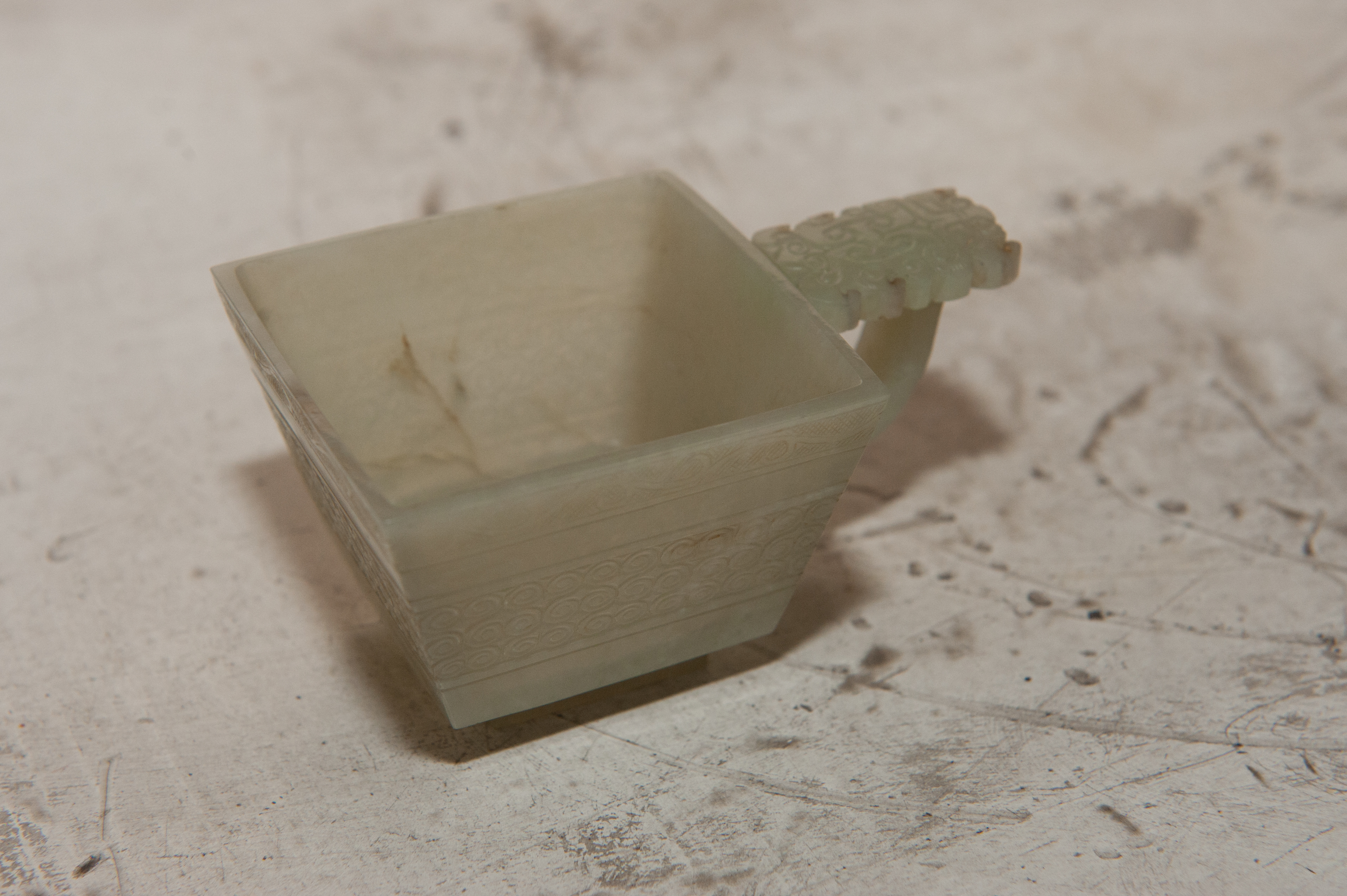
Xícara de Jade de formato inusual do Acervo do Museu Paulista da USP

A chávena costuma vir acompanhada do respectivo pires formando um conjunto, que, por sua vez, pode fazer parte de um conjunto maior de várias chávenas, pires, bule, açucareiro, leiteira etc., compondo, assim, um serviço de chá.
Habitualmente, as chávenas são decoradas com motivos (florais, sobretudo) tornando-as, em alguns casos, autênticas obras de arte e objectos de colecção por apreciadores. Noutros casos, são estampadas com logótipos, funcionando como veículo de publicidade, ou outros desenhos para assinalar eventos, pessoas ou locais.
Em Portugal, as chávenas mais famosas são as produzidas pela Fábrica da Vista Alegre. Em termos de motivos decorativos, os mais tradicionais e característicos são os da louça de Viana do Castelo.
No Brasil, houve e há inúmeras indústrias que fabricam xícaras, algumas com belos entalhes e pinturas industriais.

## Tipos
Há vários tipos e específicas para cada ocasião ou tipo de bebida.
- Café — Menor em capacidade do que a do chá, com tamanho suficiente para acondicionar um "gole" de café, ou a quantidade suficiente para ser degustada sem queimar a boca.
- Chá — Maior do que a do café em média 200 ml, serve para ser servida em mesas acompanhadas normalmente de torradas a estilo americano, com um acompanhamento, frio por exemplo ou britânico a torrada em si e o chá preto inglês.
- Chocolate — Apesar de similar ao do chá em volume é maior e o diâmetro é levemente maior.
- Eventos especiais, como o festival do chá no Japão, não possuem abas ou asas e são circulares, devem ser pegadas com dois dedos no máximo de cada mão e levado suavemente à boca, após um ritual.